# Biểu tình Nội Mông 2020
Biểu tình Nội Mông 2020 là một loạt các cuộc biểu tình kéo dài nhiều ngày, bắt đầu nổ ra từ cuối tháng 8 năm 2020 tại Khu tự trị Nội Mông Cổ, phía bắc Trung Quốc. Nguyên nhân của làn sóng biểu tình là do kế hoạch cải cách chương trình đào tạo do Sở Giáo dục Khu tự trị Nội Mông ban hành vào ngày 26 tháng 8 năm 2020, yêu cầu các trường phổ thông dân tộc thay thế tiếng Mông Cổ bằng tiếng Phổ thông chuẩn trong việc giảng dạy trong ba môn học và thay thế ba bộ sách giáo khoa khu vực, được in bằng chữ Mông Cổ, bằng bộ sách giáo khoa thống nhất toàn quốc do Bộ Giáo dục biên tập. Bên cạnh đó, tiếng Trung cũng sẽ được dạy từ lớp 1 song song với tiếng Mông Cổ. Ở quy mô rộng hơn, sự phản đối việc thay đổi chương trình giảng dạy phản ánh các vấn đề dân tộc ở Trung Quốc và sự suy giảm của giáo dục ngôn ngữ dân tộc ở Trung Quốc.
Ba môn học bắt đầu giảng dạy bằng tiếng Trung là Ngữ văn từ lớp một, Đạo đức dư Pháp trị từ lớp một (một biến thể của giáo dục công dân) và Lịch sử từ lớp bảy. Đây là một phần của cuộc cải cách sách giáo khoa quốc gia được triển khai ở nhiều nơi ở Trung Quốc từ mùa Thu 2017 để loại bỏ nhiều sách giáo khoa cấp tỉnh khác nhau bằng bộ sách giáo khoa thống nhất trên toàn quốc. Điều này cũng đã bị chỉ trích ở những nơi khác trong Trung Quốc.
Việc cải cách chương trình giảng dạy đã gây ra hàng loạt cuộc phản đối. Cơ quan công an địa phương coi đó là hành động gây rối trật tự công cộng và tụ tập bất hợp pháp. Nhiều người đã bị bắt hoặc quản thúc tại gia. Cuộc biểu tình hiếm khi được báo cáo, trong hầu hết các chủ đề liên quan trên Internet đều bị chặn. Trong những tuần sau đó, một số nguồn tin báo cáo rằng khoảng 4.000-5.000 người đã bị cảnh sát giam giữ trong ba tuần biểu tình, trong khi ít nhất chín người thiệt mạng.
Đây được coi là một nỗ lực nhằm đồng hóa dân tộc thiểu số. Các nhà quan sát cũng lưu ý rằng nó thể hiện chính sách của "thế hệ thứ hai" (第二代民族政策), bác bỏ hệ thống cũ dựa trên nền tảng của Liên Xô cho phép tự chủ, bảo tồn ngôn ngữ văn hóa ở các khu vực được chỉ định, và ủng hộ một cách tiếp cận "nồi nấu chảy" pha trộn nhiều sắc tộc, mới nhấn mạnh sự đồng hóa vào văn hóa Hán.

## Bối cảnh

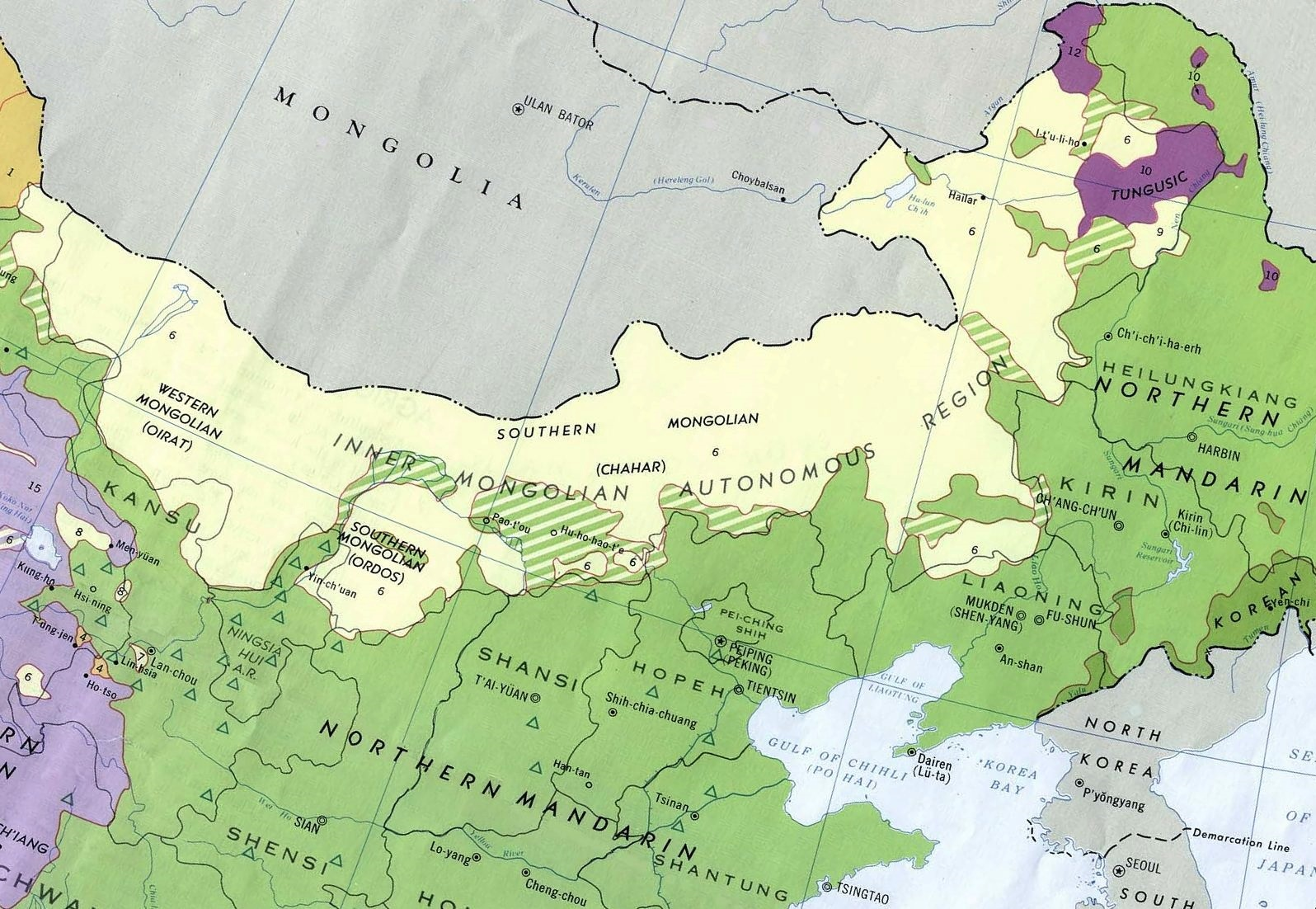
Sự phân bố ngôn ngữ ở vùng Nội Mông Cổ vào năm 1967, theo CIA

Nội Mông trong một thời gian dài đã trải qua xung đột sắc tộc ít bạo lực hơn Tân Cương và Tây Tạng. Khu vực này được coi là đã được bình định phần lớn trong nhiều thập kỷ của người Hán di cư, hôn nhân dị chủng và đàn áp từ chính quyền. Người Hán bắt đầu di cư quy mô lớn vào Nội Mông từ năm 1912 dưới thời Chính phủ Bắc Dương khi đất đai được phép tự do buôn bán. Đến năm 1937, kết quả tổng hợp điều tra dân số từ tỉnh Tuy Viễn, tỉnh Sát Cáp Nhĩ, Mãn Châu Quốc và Mông Cương, cho thấy khu vực Nội Mông ngày nay có 3,72 triệu người Hán và 860 nghìn người Mông Cổ (tỷ lệ khoảng 4: 1) trong ranh giới Nội Mông hiện đại. Tỷ lệ này đến ngay nay là khoảng 5:1. Cuộc biểu tình của sinh viên Nội Mông năm 1981 phản đối một gói chính sách mới làm trầm trọng thêm suy thoái đất vùng đồng cỏ và giảm đại diện chính trị của người Mông Cổ. Các chính sách đó bao gồm việc gia tăng 100 triệu gia súc trong tỉnh, định cư thay vì hồi hương dân di cư từ các tỉnh lân cận và chỉ đặt các quan chức Mông Cổ tại các khu vực người Mông Cổ trong khi các quan chức người Hán nắm quyền tại các khu đa số người Hán. Vào năm 2011, bất ổn nổ ra khi một chiếc xe tải than va chạm và giết chết một người Mông Cổ, cùng với việc người dân than phiền về tác động môi trường của việc khai thác tài nguyên thiên nhiên và các chính sách phát triển không công bằng.

### Nguyên nhân trực tiếp
Nhiều học giả cho rằng trong những năm gần đây, Trung Quốc bắt đầu từ bỏ chính sách dân tộc theo kiểu Liên Xô trước đây và chuyển sang cách tiếp cận "nồi nấu chảy" pha trộn nhiều sắc tộc, nhấn mạnh sự hội nhập với văn hóa Hán, được gọi là "chính sách dân tộc thế hệ thứ hai" (第二代民族政策) nhằm giải quyết vấn đề dân tộc của Trung Quốc.
Ở Nội Mông, các trường tiểu học và trung học cơ sở được chia thành dạy tiếng Trung Quốc và dạy tiếng Mông Cổ (trường dân tộc). Đã có một chính sách rằng phụ huynh được phép chọn gửi con em mình đến trường dạy tiếng Trung hay tiếng Mông Cổ. Vì sách giáo khoa và chương trình giảng dạy được các trường dân tộc sử dụng khác với các trường học ở các vùng khác của Trung Quốc, tiêu chuẩn thi cử cũng khác. Trong những năm gần đây, Trung Quốc đã đẩy mạnh việc biên soạn tài liệu giảng dạy để giảng dạy lịch sử và chính trị (như môn Đạo đức dư Pháp trị). Chương trình thay thế ngôn ngữ dân tộc trong các môn học chính đã được triển khai ở Tân Cương và Tây Tạng vào năm 2017.

## Chính sách cũ và mới
Ban Pháp chế Ủy ban Thường vụ Đại hội Đại biểu Nhân dân Toàn quốc cho biết rằng vào năm 2020, Ủy ban Thường vụ Đại hội Đại biểu Nhân dân Toàn quốc sẽ thẩm tra tính hợp hiến của một số quy định của địa phương về việc các trường phổ thông dân tộc các cấp phải sử dụng tiếng nói và chữ viết của dân tộc để giảng dạy, quy định về việc dạy một số môn học bằng tiếng Trung ở các trường dân tộc thiểu số với sự chấp thuận của cơ quan quản lý giáo dục địa phương và các quy định liên quan khác. Ban Công tác lập pháp nhận thấy các quy định nêu trên không phù hợp với quy định tại Điều 19, khoản 5 của Hiến pháp về khuyến khích sử dụng tiếng phổ thông toàn quốc cũng như Luật Ngôn ngữ, Luật Giáo dục và các luật khác có liên quan, và ý kiến đề nghị thay đổi.
Theo chương trình cũ, sách giáo khoa được các trường dân tộc ở Nội Mông sử dụng chủ yếu được viết bằng chữ Mông Cổ truyền thống. Chính sách ngôn ngữ này còn được gọi là "Song ngữ Loại Một", tức là các trường dân tộc dạy các môn học khác nhau bằng tiếng Mông Cổ từ lớp 1. Bắt đầu từ lớp 2 thì mới bắt đầu học tiếng Trung. Bên cạnh đó, nhiều trường cũng tổ chức dạy song ngữ tiếng Anh và tiếng Triều Tiên.
Trước đó, từ tháng 9 năm 2017, Bộ Giáo dục Cộng hòa Nhân dân Trung Hoa đã chỉ thị toàn quốc chuyển sang sách giáo khoa thống nhất toàn quốc, và Nội Mông thực hiện đúng vào thời điểm đó ngoại trừ các trường dân tộc. Theo chương trình đổi mới, bắt đầu từ ngày 1 tháng 9 năm 2020, ở các trường phổ thông dân tộc, môn Ngữ văn Trung Quốc sẽ sử dụng bộ sách giáo khoa thống nhất ngay từ lớp 1, cũng như dạy học sinh môn này (tiếng Trung) ngay từ lớp 1 chứ không phải lớp 2 như trước. Từ mùa thu năm 2021, học sinh lớp 1 cũng sẽ học Đạo đức dư Pháp trị bằng tiếng Trung, và mùa thu năm 2022, học sinh lớp 7 cũng sẽ học môn Lịch sử bằng tiếng Trung theo sách giáo khoa thống nhất. Một thay đổi nhỏ khác là tên môn học: sách giáo khoa Ngữ văn Trung Quốc (tiếng Trung: 汉语文) có tên mới là Ngữ văn (tiếng Trung: "语文") trong khi sách giáo khoa Ngữ Văn tiếng Mông Cổ có tên mới là "Ngôn ngữ và Văn học Mông Cổ"(trong tiếng Mông Cổ là" mongol hel bichig "), trong khi trước đây chỉ được gọi đơn giản là Ngôn ngữ và Văn học (trong tiếng Mông Cổ là" hel bichig"). Kể từ năm 1988, các bộ sách giáo khoa địa phương khác nhau được sử dụng ở nhiều tỉnh như Giang Tô, Quảng Đông hay Thượng Hải. Việc cải cách sách giáo khoa quốc gia được triển khai ở nhiều nơi ở Trung Quốc từ mùa Thu 2017 để loại bỏ nhiều sách giáo khoa cấp tỉnh khác nhau bằng bộ sách giáo khoa thống nhất trên toàn quốc đã gây tranh cãi ở nhiều nơi và nhận nhiều chỉ trích từ báo chí.
Sở Giáo dục Nội Mông sau đó đã khẳng định ngoài việc sử dụng sách giáo khoa thống nhất ở ba môn học, chương trình dạy học của các môn học khác sẽ không thay đổi, sách giáo khoa sử dụng vẫn giữ nguyên, ngôn ngữ dạy học vẫn như cũ, giờ học tiếng Mông Cổ và tiếng Triều Tiên sẽ không thay đổi.
Điều khiến người Mông Cổ lo lắng là chính sách mới có thể dần dần dẫn tới việc dạy học bằng tiếng Trung cho tất cả các môn học ở trường. Trong đó, giáo dục bằng tiếng Trung sẽ được bổ sung bằng một môn ngôn ngữ địa phương là tiếng Mông Cổ. Bên cạnh đó, nhiều người cũng đặt ra câu hỏi liệu trẻ em có thể học song song cùng lúc từ lớp 1 cả tiếng Mông Cổ và tiếng Trung, theo sách giáo khoa chuẩn toàn quốc, vốn có yêu cầu cao và có độ khó hơn sách giáo khoa cũ. Một yếu tố khác khiến một số phụ huynh phản đối là việc sử dụng sách giáo khoa thống nhất trên toàn quốc có thể dẫn đến việc áp dụng các kỳ thi tiêu chuẩn, từ đó sẽ có tác động trực tiếp đến điểm thi của học sinh trong các kỳ thi quan trọng, chẳng hạn như Kỳ thi tuyển sinh đại học quốc gia. Hàng năm, học sinh từ các trường song ngữ Mông Cổ tham gia các bài kiểm tra đầu vào đại học với bài thi đã được dịch sang tiếng Mông Cổ. So với bài thi trên toàn quốc, phần lớn nội dung đều giống nhau. Với chương trình mới, học sinh Mông Cổ có thể phải cạnh tranh trực tiếp, làm cùng một đề thi với học sinh Trung Quốc. Điều này chắc chắn sẽ thiệt thòi cho học sinh Mông Cổ và loại trừ một cách có hệ thống họ ra khỏi giáo dục đại học và thị trường việc làm.

## Diễn biến

### Tháng 6
Vào tháng 6 năm 2020, trong cuộc thanh tra của Bộ Giáo dục tại thành phố Thông Liêu, Nội Mông, thanh tra đã tiết lộ rằng trường Tiểu học ở Thông Liêu sẽ bắt đầu tiến hành một cuộc cải cách thử nghiệm sách giáo khoa tiếng Trung Quốc. Đồng thời, hai môn chính trị và lịch sử chuyển từ giảng dạy bằng tiếng Mông Cổ sang tiếng Trung Quốc. Khi đó, một số cộng đồng trực tuyến thảo luận về các chủ đề liên quan đã bị chính quyền đánh sập. Giáo viên, học sinh và phụ huynh cũng được cảnh báo nên nói năng cẩn thận.

### Cuối tháng 8
Trong tháng 8, nhiều người Mông Cổ lên tiếng bất bình trước các kế hoạch bị rò rỉ cho thấy chính quyền trung ương Bắc Kinh đang có kế hoạch loại bỏ dần giáo dục tiếng Mông Cổ ở các vùng dân tộc trên các phương tiện truyền thông xã hội như Bainu.
Ngày 26 tháng 8, Sở Giáo dục Khu tự trị Nội Mông đã ban hành kế hoạch triển khai việc sử dụng sách giáo khoa thống nhất trong các trường phổ thông dân tộc, yêu cầu kể từ ngày 1 tháng 9, đình chỉ việc giảng dạy bằng tiếng Mông Cổ ở một số môn học. Theo một số báo cáo, một số người trong cộng đồng giáo dục ở Ordos đã chỉ ra rằng các nhà chức trách chỉ có thể thông báo bằng miệng các tài liệu liên quan do tính nhạy cảm của vụ việc, và những người tham gia không được phép ghi lại. Ngày 29 tháng 8, Sở Giáo dục Khu tự trị Nội Mông thông báo rằng từ học kỳ mùa thu năm 2020, lớp 1 và lớp 7 ở các trường phổ thông dân tộc sẽ sử dụng sách giáo khoa Ngữ Văn tiếng Trung do nhà nước ban hành, nhưng các khối khác vẫn sẽ như cũ. Vào ngày 31 tháng 8, chính quyền Khu tự trị Nội Mông tuyên bố rằng ngoài việc sử dụng sách giáo khoa Ngữ văn tiếng Trung cho lớp 1 và lớp 7 vào mùa thu năm 2020, các trường sẽ sử dụng sách giáo khoa "Đạo đức dư Pháp trị" thống nhất cho lớp 1 và sử dụng sách giáo khoa "Lịch sử" thống nhất cho lớp 7 lịch sử năm 2022. Trong một cuộc phỏng vấn với CCTV, Trai Mộc Đức Đáo Nhĩ Cát, cựu phó hiệu trưởng Đại học Nội Mông, đã chỉ ra rằng việc sửa đổi như vậy không có lợi cho sự đoàn kết dân tộc. Video trên đã bị xóa sau đó.
Về việc liệu hệ thống giáo dục song ngữ hiện tại ở Khu tự trị Nội Mông có thay đổi hay không và các khóa học tiếng Mông Cổ có bị hủy bỏ hay không, các nhà chức trách hôm 4/9 cho biết hệ thống giáo dục song ngữ hiện tại không thay đổi so với những năm trước. Mọi năm, tiếng Trung sẽ được dạy từ lớp 2 thì nay sẽ dạy từ lớp 1, sử dụng sách giáo khoa toàn quốc. Việc dạy các tiếng Mông Cổ hay tiếng Triều Tiên vẫn không thay đổi.

### Phản đối cải cách chương trình giảng dạy mới
Thông báo về chính sách mới đã gây ra tranh cãi và sự bất mãn của công chúng, làm dấy lên lo ngại rằng tiếng Mông Cổ sẽ dần bị xóa bỏ và thay thế bởi tiếng Trung Quốc. Các cuộc biểu tình phản đối các chính sách đã được tổ chức ở nhiều nơi, bao gồm cả các trường học, khi học kỳ mới bắt đầu. Một số phụ huynh nói rằng họ sẽ không cho con mình đến trường. Ở Thông Liêu, phụ huynh chỉ phát hiện ra thông báo này sau khi gửi con họ đến một trường nội trú, dẫn đến các cuộc biểu tình. Các bậc phụ huynh đã bao vây ngôi trường trước khi bị cảnh sát đẩy lùi. Chính quyền cuối cùng đã thả con em họ ra khỏi trường. Một học sinh trung học ở thành phố Hulunbuir cho biết nhiều học sinh đã lao ra khỏi trường vào ngày 1 tháng 9 và phá hủy một hàng rào trước khi cảnh sát bán quân sự ập đến và cố gắng đưa họ trở lại lớp học. Sự phẫn nộ đối với việc giáo dục bắt buộc tiếng Trung cũng được người dùng Mông Cổ phản ánh trên mạng xã hội Trung Quốc, tuy nhiên, chính quyền đã xóa bỏ.
Từ ngày 28 tháng 8, hàng chục nghìn học sinh và phụ huynh ở thành phố Thông Liêu, Urat Trung, Naiman, Hure, Ordos, Hohhot và những nơi khác đã tiến hành các cuộc đình công và biểu tình phản đối việc chính quyền tăng cường dạy tiếng phổ thông và hạ thấp việc dạy tiếng Mông Cổ. Một số sinh viên đã quỳ xuống để yêu cầu chính quyền rút lại chính sách và bắt đầu một cuộc đình công vô thời hạn. Trong cuộc biểu tình, những người biểu tình đã bị thương và bị bắt. Một số phương tiện truyền thông đã đưa tin một học sinh đã nhảy từ tầng 4 của trường sau khi biết mẹ mình bị đánh tuy nhiên chính quyền cho ra rằng đó là một tin đồn. Nhiều các bậc cha mẹ từ chối đưa con đến trường để thể hiện sự từ chối việc dạy tiếng phổ thông. Ngoài ra còn có những người biểu tình hát các bài hát tiếng Mông Cổ và hô khẩu hiệu bên ngoài trường học, đòi rút lại kế hoạch.
Vào tháng 7, Tegus Bayar, một chuyên gia về Mông Cổ từ Đại học Nội Mông, đã đăng một bài báo trên Tuần báo Văn hóa Mông Cổ, bày tỏ quan điểm của mình rằng ngôn ngữ giảng dạy trong giáo dục quốc gia của Nội Mông Cổ không thể thay đổi. Bài báo của ông đã bị chặn sau khi được in lại rộng rãi trên Internet.
Vào ngày 1 tháng 9, nhân viên tại một trường học ở Naiman chia sẻ rằng rằng chỉ có khoảng 40 sinh viên đăng ký học kỳ này thay vì 1.000 như thông thường. Một số sau đó đã thay đổi quyết định và chỉ còn lại khoảng 10 người. Đồng thời, 300.000 học sinh sinh viên Mông Cổ đã đình công phản đối chính sách do Bắc Kinh áp đặt. Ngay cả trong số những người Mông Cổ ủng hộ chính phủ Trung Quốc, họ đã phản đối kế hoạch này.
Vào ngày 2 tháng 9, một số người dân tộc Mông Cổ đã dâng lá cờ đen  khar suld  trong các buổi biểu tình.  khar suld  thường chỉ được sử dụng khi người Mông Cổ chiến đấu chống lại kẻ thù. Chỉ trong ngày 3 tháng 9, khoảng 21.000 chữ ký đã được thu thập từ cư dân ở 10 quận, tạo thành 196 bản kiến nghị gửi đến cơ quan giáo dục của chính quyền khu vực. Tại Hohhot, hơn 300 nhân viên tại một đài truyền hình nổi tiếng trong khu vực cũng đã ký vào bản kiến nghị.
Vào ngày 4 tháng 9, một số trang báo đưa tin một nữ quan chức người Mông Cổ Su Rina, đã tự tử tại nơi ở sau một cuộc tranh cãi với sếp, nhằm phản đối việc chính phủ khuyến khích tiếng Trung. Người dân Mông Cổ và cư dân mạng trong và ngoài nước đã để lại những lời nhắn tưởng nhớ Su Rina, gọi cô là "anh hùng dân tộc".

## Phản ứng

### Trong nước

#### Chính quyền trung ương
Vào ngày 3 tháng 9 năm 2020, người phát ngôn Bộ Ngoại giao Hoa Xuân Oánh trả lời phóng viên của NHK rằng tiếng Trung là biểu tượng của chủ quyền quốc gia. Công dân có quyền và nghĩa vụ khi học và sử dụng ngôn ngữ nói và viết tiêu chuẩn của đất nước. Trong những năm gần đây, Ủy ban Sách giáo khoa Quốc gia Trung Quốc đã tổ chức lực lượng đặc biệt để biên soạn sách giáo khoa cho ba môn học: Hán ngữ, chính trị và lịch sử, ba môn học này đã được sử dụng cho tất cả các trường tiểu học và trung học trên cả nước từ năm 2017. Bộ trưởng Bộ Công an Triệu Khắc Chí cũng đã tiến hành một chuyến thị sát Nội Mông và Ninh Hạ, ra lệnh cho cảnh sát từ cả hai vùng tăng cường đàn áp các âm mưu xâm nhập và "chia rẽ" từ nước ngoài cũng như đảm bảo sự ổn định giữa các nhóm tôn giáo và sắc tộc."[Cảnh sát] nên nghiêm khắc trấn áp các lực lượng trong và ngoài nước thực hiện xâm nhập và phá hoại, đồng thời nên cố gắng hơn nữa trong việc thúc đẩy cuộc chiến chống chủ nghĩa ly khai,"
Vào ngày 23 tháng 9 năm 2020, Thứ trưởng Bộ Giáo dục Trung Quốc cho biết việc thực hiện ngôn ngữ chuẩn quốc gia là một yêu cầu của luật pháp Trung Quốc, khẳng định việc tất cả người Trung Quốc học nói và viết ngôn ngữ chuẩn quốc gia là rất có lợi, tạo điều kiện giao tiếp giữa mọi người tốt hơn. Ông cũng cho rằng khi vấn đề này được thực hiện ở Nội Mông, có thể có nhiều ý kiến khác nhau, nhưng sự khác biệt về quan điểm chỉ là tạm thời.
Vào ngày 5 tháng 3 năm 2021, khi tiếp đoàn đại biểu Nội Mông, Tập Cận Bình cho rằng rằng phải hết sức phát huy phổ cập ngôn ngữ chung quốc gia và đẩy mạnh toàn diện việc sử dụng tài liệu giảng dạy do quốc gia biên soạn. Vào giữa tháng 4 năm 2021, khi Uông Dương đến thăm Nội Mông, ông nói rằng sẽ đẩy nhanh việc phổ biến ngôn ngữ chung của quốc gia và làm tốt việc quảng bá và sử dụng các tài liệu giảng dạy chung toàn quốc.

#### Nội Mông
Vào ngày 10 tháng 9, cơ quan công an nhiều nơi ở Nội Mông đã ban hành "Thông báo về việc tăng cường quản lý các nhóm WeChat" bằng tiếng Mông Cổ và tiếng Trung Quốc, chỉ ra rằng chủ sở hữu nhóm WeChat chịu trách nhiệm xây dựng nhóm, chịu trách nhiệm quản lý, phải thực các yêu cầu, bảo vệ nền văn minh mạng, tiêu chuẩn hóa việc phát hành thông tin trong nhóm và tương tác văn minh,  không chuyển tiếp, truyền bá hoặc phổ biến thông tin chưa được xác minh chính thức hoặc không rõ nguồn gốc, đồng thời chỉ ra rằng nhà phát hành và chủ sở hữu nhóm sẽ phải chịu trách nhiệm. Tờ Nhật báo Đô thị phương Nam đã chỉ ra rằng quy định này hơi đi ngược lại so với một số quy định của luật và quy định hiện hành. Trước đó, vào ngày 28-29 tháng 8, hơn 70 nhóm WeChat đã bị đóng.
Bí thư Thành ủy Nội Mông Thạch Thái Phong đã chỉ đạo phản ánh sâu sắc những tồn tại trong việc triển khai sử dụng sách giáo khoa do quốc gia biên soạn, tìm nguyên nhân sâu xa, tổng kết kinh nghiệm, rút kinh nghiệm, cải tiến công tác. Vào ngày 27 tháng 11, cuộc họp lần thứ 23 của Ủy ban thường vụ Đại hội đại biểu nhân dân toàn quốc lần thứ 13 của khu tự trị Nội Mông đã quyết định cách chức Tổng Bí thư Chính phủ nhân dân khu tự trị Nội Mông Cổ Bao Chân Túc, và Giám đốc Sở Giáo dục Khu tự trị Hầu Nguyên. Vào tháng 11, Sở Giáo dục và Sở Tài chính của Khu tự trị Nội Mông cùng ban hành một văn bản, lên kế hoạch tuyển 300 giáo viên tiếng Trung từ các tỉnh khác ở Trung Quốc đến giảng dạy tại các trường phổ thông dân tộc ở Nội Mông.
Ngày 8 tháng 1 năm 2021, Sở Giáo dục Khu tự trị Nội Mông ban hành văn bản cáo buộc 5 bộ sách giáo khoa "Lịch sử và văn hóa Nội Mông", "Lịch sử Mông Cổ", "Lịch sử và văn hóa Hulunbuir", "Lịch sử và văn hóa Hà Sáo", "Lịch sử và văn hóa Khoa Nhĩ Thấm" (chương trình thử nghiệm thí điểm) đã cố tình nhấn mạnh bản sắc dân tộc và ý thức dân tộc của mỗi cá nhân, và quyết định ngừng giảng dạy 5 bộ sách giáo khoa trong các giai đoạn từ học kỳ mùa xuân năm 2021  và từ mùa thu năm 2021, 3 môn học trong một số lớp của Trường Ngôn ngữ Dân tộc Nội Mông sẽ được sử dụng giảng dạy tiếng Trung.

##### Đàn áp các cuộc biểu tình và bắt giữ
Bắc Kinh đã đáp trả cuộc biểu tình bằng vũ lực, bắt giữ những người biểu tình và cố gắng gây áp lực buộc học sinh trở lại lớp học. Ước tính số lượng những người bị giam giữ nằm trong khoảng từ "hàng trăm" đến "4.000 đến 5.000".
Vào ngày 3 tháng 9, Công an thành phố Bayan Nur đã ban hành thông báo về việc ngăn chặn hành vi phạm pháp và tội phạm liên quan đến việc sử dụng tài liệu giảng dạy do nhà nước biên soạn, nêu rõ những người có "động cơ thầm kín" đã xuyên tạc chính sách quốc gia, tung tin đồn thất thiệt, kích động, tiếp tay cho các cuộc tụ tập đông người trái pháp luật, biểu tình, và cơ quan công an sẽ nghiêm khắc xử lý theo quy định của pháp luật. Bên cạnh đó, một phần thưởng trị giá 10.000 nhân dân tệ đã dẫn đến việc bắt giữ bốn người bị cáo buộc sử dụng WeChat, ứng dụng nhắn tin, để phát tán tin tức giả mạo về sách giáo khoa và tổ chức các đơn kiện.
Vào ngày 2 tháng 9, công an ở một số khu vực của thành phố Thông Liêu đã công bố danh sách truy nã những người bị cáo buộc gây rối trật tự công cộng, cùng với các bức ảnh làm bằng chứng. Một số bức ảnh cho thấy phụ huynh bên ngoài trường học, và một số danh sách truy nã đề cập cụ thể rằng các vụ việc xảy ra bên ngoài trường học. Tại quận Horqin, danh sách cho đến nay đã bao gồm 129 người. Cảnh sát cũng đã đưa ra khoản tiền thưởng 1.000 nhân dân tệ cho bất kỳ ai xác định được danh tính những người tham gia biểu tình. Bên cạnh những bức ảnh chụp bởi camera an ninh, các nhân viên cảnh sát cũng đã kiểm tra ô tô tại các cửa thu phí rời Thông Liêu. Tới đầu tháng 9, khoảng 4.000-5.000 người đã bị cảnh sát giam giữ trong ba tuần biểu tình, trong khi ít nhất chín người thiệt mạng. Chính quyền địa phương ở thành phố Xilinhot, cũng đã thông báo qua WeChat rằng những phụ huynh không cho con đi học trước ngày 17 tháng 9 sẽ mất quyền tiếp cận các khoản trợ cấp của chính phủ. Học sinh trung học không tham gia lớp học sẽ bị đuổi học và không cho tham gia kỳ thi tuyển sinh đại học. Các ngân hàng sẽ ngừng cho vay trong vòng 5 năm tới đối với bất kỳ phụ huynh nào không tuân thủ. Một thông báo khác của chính phủ nêu rõ rằng những bậc cha mẹ không tuân theo sẽ bị đưa vào "danh sách những người không đáng tin cậy" và phải đối mặt với các hạn chế về công việc, giao dịch, di chuyển xuyên biên giới, tái thiết nhà và các hành động khác đòi hỏi tín nhiệm xã hội tốt.
Vào cuối tháng 9, Các cuộc biểu tình dường như đã bị dập tắt. Hơn 90% trẻ em từng tẩy chay trường học ở Xilin Gol đã trở lại lớp học. Nhiều người lo sợ rằng họ sẽ bị sa thải, không thể nhận trợ cấp hoặc khoản vay từ ngân hàng và bị đưa vào danh sách đen.

##### Xử lý cán bộ, giáo viên
Vào tháng 9, chính quyền Bayan Nur và Xilin Gol đã xử phạt các quan chức không thực hiện việc thúc đẩy việc sử dụng sách giáo khoa thống nhất quốc gia. Tại một khu vực phía tây Tongliao, các công chức nhà nước được thông báo rằng con cái của họ sẽ phải đi học vào ngày 7 tháng 9. Nếu không, lương của họ sẽ bị treo và họ sẽ bị điều tra bởi chỉnh quyền. Vào ngày 7 tháng 9, thành phố Xích Phong yêu cầu những giáo viên không thể đảm nhận nhiệm vụ giảng dạy sách giáo khoa thống nhất quốc gia phải thuyên chuyển. Bố Tiểu Lâm, Chủ tịch Chính phủ Nhân dân Khu tự trị Nội Mông Cổ, chỉ ra rằng việc đẩy mạnh sử dụng tài liệu giảng dạy thống nhất có lợi cho việc tăng cường ý thức của cộng đồng dân tộc Trung Quốc. Cán bộ, giáo viên các cấp cần tích cực quảng bá các chính sách tới học sinh, phụ huynh và quần chúng để đảm bảo rằng học sinh đi học bình thường. Vào ngày 13 tháng 9, Phòng Giáo dục Đông Ujimqin, đã quyết định đình chỉ công tác đối với ba giáo viên không chịu thực hiện các chính sách liên quan đến công tác ngôn ngữ chung quốc gia của Trung Quốc. Ở Sonid Tả, chính quyền địa phương cũng đã thông báo sẽ đình chỉ viêc trả lương cho 4 công chức và sa thải 2 người khác. Tất cả sáu người đã bị điều tra bởi Ủy ban Kiểm tra Kỷ luật địa phương.

##### Kiểm duyệt truyền thông
Vào ngày 23 tháng 8, nền tảng truyền thông xã hội duy nhất của Mông Cổ "Bainu" có khoảng 400.000 người dùng ở Cộng hòa Nhân dân Trung Hoa đã bị đóng cửa. Vào ngày 3 tháng 9, Los Angeles Times đưa tin Alice Su, một nữ phóng viên có trụ sở tại Bắc Kinh, đã bị cảnh sát giam giữ trong một cuộc phỏng vấn tại một trường học ở Hohhot, Nội Mông Cổ. Cô sau đó bị trục xuất ra khỏi Nội Mông.
Một chiếc ô tô màu đen không có biển số  cũng đã đi theo phóng viên NPR ở Thông Liêu. Ngay sau khi nói chuyện với phụ huynh bên ngoài một trường trung học, một nhóm gồm 12 cảnh sát mặc thường phục và mặc sắc phục, một số tự xưng là phụ huynh, đã ngăn NPR phỏng vấn thêm nhiều người trong thành phố.

### Ở nước ngoài

#### Mông Cổ
Chính sách ngôn ngữ mới và cuộc đàn áp cũng gây ra sự chú ý bất thường ở Mông Cổ. Vào ngày 31 tháng 8, hàng chục người biểu tình đã tập trung tại Ulaanbaatar, thủ đô của Mông Cổ, để ủng hộ các cuộc biểu tình ở Nội Mông. Vào ngày 15 và 16 tháng 9, Bộ trưởng Ngoại giao Cộng hòa Nhân dân Trung Hoa Vương Nghị đã có chuyến thăm hai ngày tới Mông Cổ. Vào ngày 15 tháng 9, khoảng 100 người biểu tình đã tập hợp ở Ulaanbaatar để phản đối chuyến thăm Mông Cổ của Bộ trưởng Ngoại giao Trung Quốc Vương Nghị, cáo buộc Bắc Kinh đàn áp ngôn ngữ và văn hóa địa phương của khu vực Mông Cổ thuộc Trung Quốc.
Cựu Tổng thống Mông Cổ Tsakhiagiin Elbegdorj đã thúc giục chính phủ Cộng hòa Nhân dân Trung Hoa tôn trọng quyền duy trì tiếng mẹ đẻ của người dân Mông Cổ và kêu gọi người dân Mông Cổ từ tất cả các nước ủng hộ. Tsakhiagiin Elbegdorj cũng đã gửi thư cho Tập Cận Bình phản đối việc chính quyền Bắc Kinh ép buộc quảng bá tài liệu giảng dạy tiếng Trung ở Nội Mông, đề cập đến việc Hiến pháp Trung Quốc quy định "tất cả mọi quốc gia đều có quyền tự do sử dụng và phát triển ngôn ngữ của mình", và trẻ em ở Nội Mông hiện nay đang bị vi phạm một cách rõ ràng. Tuy nhiên, bức thư đã bị Đại sứ quán Trung Quốc tại Mông Cổ trả lại vào ngày 25/9. Đại sứ Trung Quốc tại Mông Cổ nói rằng Elbegdorji đã đưa ra nhiều nhận xét sai lầm về vấn đề cải cách giáo dục song ngữ ở Nội Mông cũng như yêu cầu ông không được can thiệp vào công việc nội bộ của Trung Quốc.
Oyunsuren Damdinsuren, giảng viên tại Đại học Quốc gia Mông Cổ, cho biết trong khi nhiều chính trị gia Mông Cổ im lặng về tình hình ở khu vực tự trị này, thì ngày càng có nhiều người Mông Cổ bày tỏ quan ngại trên mạng xã hội với hashtag #SaveTheMongolianLanguage. Một nhóm trên Facebook về vấn đề này, do học sinh cũ của cô tạo ra, đã thu hút hơn 12.000 người tham gia trong ba tuần.

#### Các nước khác
Ngày 7 tháng 9 năm 2020, hàng trăm nhà hoạt động nhân quyền người dân tộc Mông Cổ đã tập trung bên ngoài Đại sứ quán Trung Quốc ở Washington, D.C. và Điện Capitol để phản đối chính quyền Bắc Kinh đàn áp các ngôn ngữ và văn hóa dân tộc Mông Cổ. Vào ngày 11 tháng 9, nhiều nhóm thổ dân ở Đài Loan đã đứng lên ủng hộ người Mông Cổ và yêu cầu chính quyền Bắc Kinh trả lại quyền ngôn ngữ của người Mông Cổ. Vào ngày 12 tháng 9, người Mông Cổ ở Nhật Bản đã tổ chức một cuộc tuần hành bên ngoài Đại sứ quán Trung Quốc ở Tokyo để phản đối việc chính quyền Bắc Kinh tiêu diệt ngôn ngữ và văn hóa Mông Cổ, một bộ phận người dân Nhật Bản đã hưởng ứng và tham gia.
Vào tháng 9 năm 2020, Uỷ ban hướng về Trung Quốc thuộc Quốc hội và Cơ cấu phụ trách hành chính Hoa Kỳ đã ra tuyên bố lên án việc đàn áp biểu tình và hành hung nhà báo Hoa Kỳ đưa tin về các cuộc biểu tình.
Vào ngày 13 tháng 9 năm 2020, gần một trăm người dân Mông Cổ đã tổ chức một cuộc mít tinh trước Tổng lãnh sự quán Trung Quốc ở Dusseldorf để phản đối chính quyền Trung Quốc bắt buộc giáo dục tiếng Trung ở Nội Mông. Tại cuộc mít tinh, những người biểu tình giương cao các biểu ngữ và khẩu hiệu bằng tiếng Đức, tiếng Anh và tiếng Mông Cổ, với các từ "Bảo vệ Văn hóa Mông Cổ" và "Dừng Thảm sát Văn hóa". Người Mông Cổ ở Đức cũng tổ chức biểu tình tại thủ đô Berlin, phản đối việc chính quyền Bắc Kinh cưỡng bức giáo dục. Hàng chục giáo sư và học giả người Đức tham gia nghiên cứu về lịch sử và văn hóa Mông Cổ đã cùng nhau gửi một bức thư tới Thủ tướng Đức Merkel, kêu gọi chính trị Đức quan tâm đến tình hình ở Nội Mông và thúc giục chính phủ Trung Quốc ngừng việc tổ chức giáo dục bắt buộc tiếng Trung ở Nội Mông.
Vào ngày 12 tháng 10, Bảo tàng Lịch sử Nantes của Pháp thông báo quyết định tạm dừng triển lãm về Thành Cát Tư Hãn do kiểm duyệt của chính phủ Trung Quốc và các chính sách ngày càng khắc nghiệt của chính quyền Bắc Kinh đối với các dân tộc thiểu số.